# NGC 5388
NGC 5388 est une entrée du New General Catalogue qui concerne un corps céleste perdu ou inexistant dans la constellation de la Vierge. Cet objet a été enregistré par l'astronome américain Frank Müller le 4 mai 1886.